# (13240) Thouvay
(13240) Thouvay es un asteroide que forma parte del cinturón de asteroides y fue descubierto por el equipo del Lowell Observatory Near-Earth-Object Search el 18 de mayo de 1998 desde la Estación Anderson Mesa, en Flagstaff, Estados Unidos.

## Designación y nombre
Thouvay fue designado inicialmente como 1998 KJ1.
Más tarde, en 2002, se nombró en honor de la astrofísica francesa Jacqueline Thouvay.

## Características orbitales
Thouvay está situado a una distancia media del Sol de 2,612 ua, pudiendo alejarse hasta 3,001 ua y acercarse hasta 2,223 ua. Su inclinación orbital es 1,106 grados y la excentricidad 0,149. Emplea 1542 días en completar una órbita alrededor del Sol. El movimiento de Thouvay sobre el fondo estelar es de 0,2335 grados por día.

## Características físicas
La magnitud absoluta de Thouvay es 14,9.